# リアルワールド
「リアルワールド」は、nano.RIPEの8枚目のシングル。2012年7月25日にLantisから発売された。

## 概要
前作「絵空事」から3ヶ月でのリリースとなる2012年2作目のシングル。表題曲「リアルワールド」は、テレビアニメ『人類は衰退しました』のオープニングテーマに起用された。
表題曲とカップリングの「アドバルーン」は、どちらも歌詞に丘の上が出てくるが、これはきみコ自身が「夕陽がよく見える丘の上」が好きなためである。

## チャート成績
2012年8月6日付のオリコン週間シングルチャートで26位を獲得。 オリコンデイリーチャートでは、7月28日付で20位を獲得した。
2012年8月6日付のBillboard JAPAN HOT 100で75位、Billboard JAPAN Hot Singles Salesで24位、Billboard Hot Animationで7位を獲得した。

## 批評
CDジャーナルは、「ちょっとロリータな女性ヴォーカルが疾走感あふれるサウンドの上でポップにはじける。」と評した。

## 収録曲
（全作詞：きみコ、編曲：nano.RIPE）

### 初回限定盤
1. リアルワールド [3:29]
作曲：佐々木淳
テレビアニメ『人類は衰退しました』オープニングテーマ
『人類は衰退しました』の世界観を投影した、明るくてキャッチーな曲。当初はきみコとササキジュンで個別に書いた暗い曲を用意していたが、スタッフから『人退』の世界観に合ったファンタジーなものにするよう依頼されたため、このような曲調に落ち着いた[3]。
タイトルの「リアルワールド」は、一見するとファンタジーな物語の中に、「リアルな物語」が隠されていることから付けられた。また、歌詞はきみコ自身がチョコレートが好きということもあり、「デリケート、チョコレート、ストレート」のように韻を踏んだものになっている[1]。
2. アドバルーン [3:33]
作曲：きみコ
初出は2008年に発売された『空飛ぶクツ』で、アドバルーンが好きだった幼少時を回想して書かれた[1]。
3. モラトリアム [4:08]
作曲：きみコ
前作「絵空事」の候補曲の1つで、原曲の歌詞とアレンジを書き直して書かれた[1]。
4. 面影ワープ - Acoustic（BONUS TRACK） [3:44]
作曲：佐々木淳

DVD
1. リアルワールド -MUSIC VIDEO-
2. nano.RIPE Out Takes-MAKING OF "リアルワールド"

### 通常盤
1. リアルワールド
2. アドバルーン
3. モラトリアム
4. パトリシア - Acoustic（BONUS TRACK） [5:35]
作曲：佐々木淳

## 収録アルバム
| 曲名           | 収録アルバム                 | 発売日        | 備考                  |
| -------------- | ---------------------------- | ------------- | --------------------- |
| リアルワールド | 『プラスとマイナスのしくみ』 | 2012年10月3日 | 1stオリジナルアルバム |
| アドバルーン   | 『プラスとマイナスのしくみ』 | 2012年10月3日 | 1stオリジナルアルバム |